# Monolite Rudston

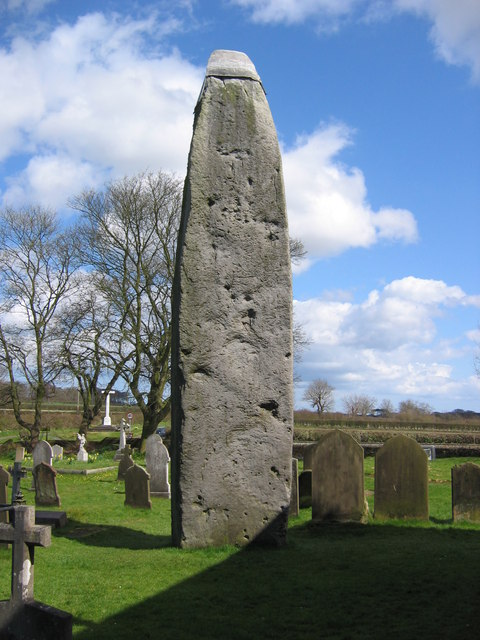
Monolite Rudston

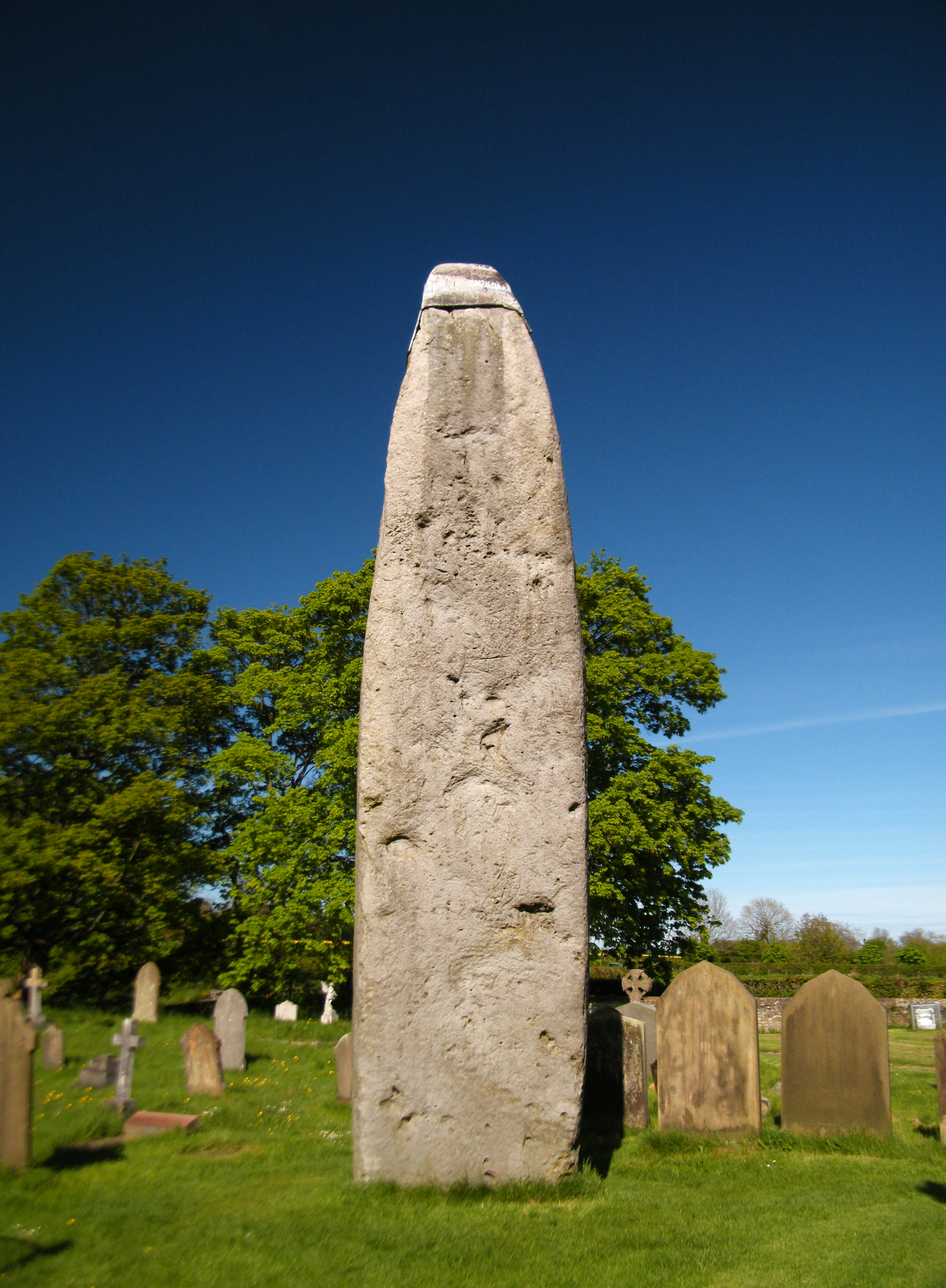
Monolite Rudston

Il Monolite Rudston è un monolite alto ben 7,6 metri ed è il più alto tuttora in piedi del Regno Unito. Si trova nel sagrato del villaggio di Rudston, East Riding of Yorkshire.

## Storia e descrizione
La cava di pietra più vicina, da dove il blocco di roccia possa essere stato estratto, si trova a circa 16 chilometri da dove resta il monumento. Vicino al grande megalito si trova anche un altro menhir più piccolo, realizzato sempre dallo stesso tipo di roccia.
La chiesa normanna a cui appartiene il sagrato fu certamente costruita su un sito già precedentemente considerato sacro, pratica molto comune nel passato; infatti il nome Rudston potrebbe derivare dal vecchio inglese "Rood-Stane", che si traduce più o meno con "Pietra - Crocevia", ciò che implica che il monumento fu convertito poi ad un uso cristiano.
Royston ha dichiarato che, nel 1861, durante i lavori di livellamento della chiesa, furono interrati 1,5 metri di monumento.
Sir William Strickland condusse delle ricerche sul monumento, alla fine del XVIII secolo, dalle quali concluse che la parte sepolta del menhir è profonda quanto la parte emersa. In più Strickland rinvenne molti teschi alla sua base, il che indica che probabilmente il sito fu un luogo sacrificale.
Sembra che l'apice del monolito sia rotto e che in origine il monumento fosse alto ben 8,5 metri. Nel 1773 l'apice fu rivestito con del piombo, ma poi tale copertura fu eliminata per poi essere riutilizzata ai giorni nostri.
Sul megalite si possono notare, su un lato solo, delle impronte fossilizzate di dinosauro che probabilmente costituirono un fattore molto importante nella scelta di realizzare tale opera.
Il menhir è molto slanciato, con due grandi facce piane, le quali sono rivolte verso l'asse sud-est, punto ove sorge il sole verso metà inverso. Probabilmente, in passato, dal monolite si diramavano delle linee realizzate in terra che probabilmente erano correlate con altri monumenti preistorici della zona.